# ديانا (اسم)
ديانا (باللاتينية: Diana) هو اسم علم شخصي مؤنث من أصل هندو أوروبي، وهو اسم شائع في الغرب وعند المسيحيين وتعود شهرته نسباً لإلهة الصيد والحصون والولادة ديانا في الميثولوجيا الرومانية، معنى اسمه في اللغة اللاتينية هو السماوية أو المقدسة. ولهذا الاسم معنى في اللغة الفارسية هو رسولة الصحة والإحسان. ولهذا الاسم أشكال أخرى في اللغات الأخرى مثل دايان في الفرنسية، يعتبر اسم ديانا ضمن أكثر 100 اسم منتشر عند الإناث في العالم حسب بعض الإحصائيات في عقد التسعينات إحتل الاسم المركز ال96 ضمن أكثر الأسماء الشائعة عند المواليد الإناث في الولايات المتحدة كما إحتل مراكز ال100 الأولى في كل من إسبانيا والمجر وأوكرانيا.

## الشخصيات
- ديانا إبراهيم، ممثلة وممثلة صوت لبنانية
- ديانا أميرة ويلز
- ديانا حداد مغنية لبنانية
- ديانا روس مغنية وممثلة أمريكية
- ديانا كرزون مغنية أردنية
- ديانا أغرون ممثلة ومغنية أمريكية
- ديانا بينتي ممثلة وعارضة أزياء هندية
- ديانا بوزيان لاعبة كرة مضرب رومانية
- ديانا توراسي لاعبة كرة سلة أمريكية
- ديانا جلين ممثلة أسترالية
- ديانا غابالدون روائية أمريكية
- ديانا كرال مغنية وعازفة بيانو كندية
- ديانا لوبيز مقاتلة تايكواندو أمريكية
- ديانا مارسنكفيتشا لاعبة كرة مضرب لاتفية
- ديانا مقلد صحفية لبنانية
- ديانا ميندوزا عارضة أزياء فنزويلية وملكة جمال الكون لسنة 2008
- ديانا وين جونز روائية إنجليزية
- ديانا كوريان ممثلة هندية معروفة باسم نايانتارا
- ديانا إيفا باريس غوردن مغنية أمريكية معروفة باسم وينتر
- ديانا الشاعر فارسة ترويض فلسطينية ودبلوماسية ثقافية.